# Cobán Imperial
Club Deportivo Cobán Imperial – gwatemalski klub piłkarski z siedzibą w mieście Cobán, stolicy departamentu Alta Verapaz. Występuje w rozgrywkach Liga Nacional. Domowe mecze rozgrywa na obiekcie Estadio Verapaz. Jest jednym z najstarszych i najbardziej tradycjonalnych klubów piłkarskich w Gwatemali.

## Osiągnięcia
- mistrzostwo Gwatemali (1): C2004
- wicemistrzostwo Gwatemali (4): 1979/1980, 1997/1998, R2001, C2003
- puchar Gwatemali (1): 2018/2019
- finał pucharu Gwatemali (3): 1997/1998, 2002, 2003

## Historia
Już w latach 20. XX wieku piłka nożna była najpopularniejszym sportem w mieście Cobán. Klub został założony 1 sierpnia 1936 pod nazwą Magisterio de Cobán, a w kolejnych latach nosił nazwy Selección Departamental, Selección Altaverapacense i El Imperial. W 1961 roku zmienił nazwę na używaną po dziś dzień Cobán Imperial, upamiętniającą nadanie miastu Cobán tytułu „miasta królewskiego” (hiszp. Ciudad Imperial) dekretem króla Hiszpanii Karola V. Na początku lat 60. klub został zarejestrowany w Gwatemalskim Związku Piłki Nożnej dzięki posiadaniu własnego stadionu. Pierwszego oficjalnego gola w historii klubu strzelił Mario Winter.
W gwatemalskiej Liga Nacional klub występował po raz pierwszy w latach 1961–1962. Spadł z niej w wyniku pomniejszenia liczby drużyn z 22 do 12, lecz powrócił na najwyższy szczebel już po roku. Grał na nim w latach 1964–1966, a po przegranych barażach został relegowany z powrotem do drugiej ligi. Trzeci pobyt Cobánu w pierwszej lidze miał miejsce w latach 1976–1989. Wówczas drużyna odniosła pierwszy poważniejszy sukces w historii: wicemistrzostwo Gwatemali (1979/1980). Dzięki temu po raz pierwszy wzięła udział w międzynarodowych rozgrywkach Pucharu Mistrzów CONCACAF, gdzie odpadła już w pierwszej rundzie w kontrowersyjnych okolicznościach z honduraskim Pumas UNAH. Po remisie w dwumeczu (2:1, 0:1) Cobán wygrał losowanie, lecz rywale wnieśli odwołanie i to oni zostali nagrodzeni awansem.
Po raz czwarty Cobán grał w Liga Nacional w latach 1994–1996, a po raz piąty w latach 1997–2006. Właśnie ten ostatni okres okazał się najbardziej obfity w osiągnięcia w historii klubu. Zawodnicy Cobán wywalczyli wówczas trzy wicemistrzostwa Gwatemali (1997/1998, Reordenamiento 2001, Clausura 2003) oraz trzy razy doszli do finału pucharu Gwatemali (1997/1998, 2002, 2003). Przede wszystkim Cobán zdobył jednak wówczas swoje pierwsze mistrzostwo Gwatemali (Clausura 2004), pod wodzą trenera Julio Césara Antúneza. W 2006 roku spadł do drugiej ligi.
W 2015 roku Cobán awansował do Liga Nacional po 9 latach gry w drugiej lidze. Niedługo po tym wywalczył pierwszy w historii puchar Gwatemali (2018/2019).

### Rozgrywki międzynarodowe
| Sezon | Rozgrywki                          | Runda        | Klub               | Dom | Wyjazd   | Ogólnie    |
| ----- | ---------------------------------- | ------------ | ------------------ | --- | -------- | ---------- |
| 1980  | Puchar Mistrzów CONCACAF           | 1R           | Pumas UNAH         | 2:1 | 0:1 (pd) | 2:2        |
| 2004  | Copa Interclubes UNCAF             | 1R           | Plaza Amador       | 3:2 | 1:2      | 4:4, w.    |
| 2023  | Puchar Ameryki Centralnej CONCACAF | Faza grupowa | Jocoro             | –   | 4:1      | 4. miejsce |
| 2023  | Puchar Ameryki Centralnej CONCACAF | Faza grupowa | Universitario      | 0:0 | –        | 4. miejsce |
| 2023  | Puchar Ameryki Centralnej CONCACAF | Faza grupowa | Cartaginés         | 0:1 | –        | 4. miejsce |
| 2023  | Puchar Ameryki Centralnej CONCACAF | Faza grupowa | Deportivo Saprissa | –   | 0:5      | 4. miejsce |

## Aktualny skład
Stan na 1 października 2023.
| Nr | Poz. | Piłkarz         |
| -- | ---- | --------------- |
| 1  | BR   | Minor Álvarez   |
| 2  | OB   | Manuel López    |
| 4  | OB   | Thales          |
| 5  | PO   | Selvin Tení     |
| 6  | PO   | Carlos Winter   |
| 7  | NA   | Anllel Porras   |
| 8  | PO   | Yeltsin Álvarez |
| 9  | NA   | Luis Martínez   |
| 10 | PO   | Anthony López   |
| 14 | OB   | Luis de León    |
| 15 | OB   | Carlos Flores   |
| 17 | OB   | Ángel Cabrera   |
| 19 | NA   | Erick Sánchez   |
| 20 | OB   | Blady Aldana    |

| Nr | Poz. | Piłkarz            |
| -- | ---- | ------------------ |
| 21 | PO   | Byron Leal         |
| 22 | OB   | Nixsón Flores      |
| 23 | OB   | Carlos Alvarado    |
| 25 | BR   | Leyton Leal        |
| 28 | NA   | Janderson          |
| 29 | NA   | Diego Casas        |
| 30 | BR   | Luis Pereira       |
| 31 | PO   | Ronald Ardón       |
| 51 | PO   | Dencel Sarg        |
| 77 | PO   | Juan Winter        |
| 91 | PO   | Alexis Matta       |
| 98 | PO   | Julio Milla        |
| 99 | NA   | Alessandro Canales |

## Trenerzy
- Eduardo Guzmán (1936)[3]
- Gildardo Barrientos (1961)[5]
- Rubén Amorín (1979)[3]
- Julio César Cortés (1980–1981)
- Julio César Cortés (1997–1998)[3]
- Héctor Julián Trujillo (2000)
- Julio Gómez (2000)
- Alex Monterroso (2001)
- David Medina (2001)
- Luis López Meneses (2001–2002)[3]
- Eduardo Santana (2002)
- Luis López Meneses (2002)
- Julio González (2002–2003)[3]
- Julio César Antúnez (2003–2004)[13]
- Hernán García (2004)
- Mario Reig (2005)
- Juan Luis Hernández Fuertes (2005)
- Adán Paniagua (2005–2006)
- Julio César Antúnez (2007)[14]
- Mauricio Tapia (2008)
- Carlos de Toro (2010)[15]
- Rafael Díaz (2011)[16]
- Garabet Avedissian (2011–2012)[16]
- Amarini Villatoro (2012)[17]
- Héctor Julián Trujillo (2013)[18]
- Julio César Antúnez (2013–2014)[14]
- Irvin Olivares (2014)[19]
- Fabricio Benítez (2015–2016)[20][21]
- Héctor Julián Trujillo (2016)[22]
- Ariel Sena (2016–2017)[23][24]
- Fabricio Benítez (2017–2019)[20][25]
- Jorge Rodríguez (2019–2020)[26][27]
- Walter Alegría (2020)[28]
- Rafael Díaz (2020–2021)[29]
- Ernesto Corti (2021)[30]
- Fabricio Benítez (2021)
- Sebastián Bini (2021–2022)
- Roberto Montoya (2022–2023)
- César Eduardo Méndez (2023)
- Adrián García Arias (od 2024)